# Національні академії наук Європи
АВСТРІЯ
- Австрійська академія наук (Österreichische Akademie der Wissenschaften — ÖAW) http://www.oeaw.ac.at

АЛБАНІЯ
- Академія наук Албанії (Akademia e Shkencave e Shqipërisë — ASHSH) http://www.academyofsciences.net

https://web.archive.org/web/20100213110354/http://www.akad.edu.al/
БЕЛЬГІЯ
- Королівська академія французької мови і літератури Бельгії (L'Académie royale de langue et de littérature françaises de Belgique — ARLLFB) http://www.arllfb.be
- Бельгійська Фламандська Королівська академія наук, словесності і мистецтв (De Koninklijke Vlaamse Academie van België voor Wetenschappen en Kunsten van België) http://www.kvab.be
- Королівська академія закордонних наук (Académie Royale des Sciences d'Outre-Mer = Koninklijke Academie voor Overzeese Wetenschappen = Royal Academy for Overseas Sciences — RAOS = Real Academia de Ciencias de Ultramar) http://www.kaowarsom.be
- Королівська академія наук, письменства та витончених мистецтв Бельгії (L'Académie royale des Sciences, des Lettres et des Beaux-Arts de Belgique) http://www.academieroyale.be
- Королівська медична академія Бельгії (Academie royale de medecine de Belgique) http://www.armb.be
- Королівське наукове товариство Льєжа (Société Royale des Sciences de Liège) http://www.srsl-ulg.net

БІЛОРУСЬ
Національна академія наук Білорусі (Нацыянальная акадэмія навук Беларусі) http://www.nasb.gov.by
БОЛГАРІЯ
- Болгарська академія наук (Българската академия на науките) http://www.bas.bg

БОСНІЯ І ГЕРЦЕГОВИНА
Академія наук і мистецтв Боснії і Герцеговини (Akademija nauka i umesnosti Bosne i Hercegovine — ANUBIH = Академиjа наука и умjетности Босне и Херцеговине — АНУБиХ) http://www.anubih.ba
ВАТИКАН
- Папська академія наук (Pontificia Accademia delle Scienze) http://www.vatican.va/roman_curia/pontifical_academies
- Папська академія суспільних наук (Pontificia Accademia delle Scienze Sociali) -

ВЕЛИКА БРИТАНІЯ
- Единбурзьке Королівське товариство (The Royal Society of Edinburgh — RSE) http://www.rse.org.uk
- Лондонське Королівське товариство (Royal society of London) https://web.archive.org/web/20050604075524/http://www.royalsoc.ac.uk/
- Національна Британська академія гуманітарних і соціальних наук (The National British Academy for the humanities and the social sciences) http://www.britac.ac.uk

ГРЕЦІЯ
- Афінська Академія (Aκαδημία Aθηνών) http://www.academyofathens.gr

ДАНІЯ
- Данська академія технічних наук (Akademiet for de Tekniske Videnskaber — ATV) http://www.atv.dk
- Данська Королівська академія наук і словесності (Kongelige danske videnkabernes selskab) royalacademy.net.dynamicweb.dk

ЕСТОНІЯ
Естонська академія наук (Eesti Teaduste Akadeemia) http://www.akadeemia.ee/et
ІРЛАНДІЯ
- Ірландська королівська академія (Royal Irish Academy = Acadamh Ríoga na hÉirean) http://www.ria.ie

ІСПАНІЯ
- Інститут Іспанії (Instituto de España) https://web.archive.org/web/20061206012857/http://www.insde.es/
- Іспанська Королівська академія точних, фізичних та природничих наук (Real Academia de Ciencias Exactas, Físicas y Naturales) http://www.rac.es
- Королівська академія Іспанії (Real Academia Española) http://www.rae.es
- Королівська академія історії (Real academia de la Historia) http://www.rah.es
- Королівська академія моральних і політичних наук (Real Academia de Ciencias Morales y Políticas) http://www.racmyp.es
- Королівська академія наук і мистецтв Барселони (Real Academia de Ciencias y Artes de Barcelona) http://www.racab.es
- Королівська академія образотворчих мистецтв св. Фернандо (Сан-Фернандо) (Real Academia de Nobles Artes de San Fernando) https://web.archive.org/web/20121016060817/http://rabasf.insde.es/
- Королівська академія образотворчих мистецтв св. Луїзи (Real Academia de Nobles y Bellas Artes de San Luis) http://www.rasanluis.org
- Королівська академія юриспруденції та законодавства (La Real Academia de Jurisprudencia y Legislación) https://web.archive.org/web/20140701153623/http://rajyl.insde.es/
- Королівська національна академія медицини (Real Academia Nacional de Medicina) https://web.archive.org/web/20050601002506/http://ranm.insde.es/
- Королівська національна академія фармацевтики (Real Academia Nacional de Farmacia) http://www.ranf.com

ІТАЛІЯ
- Національна академія деї Лінчеї (Accademia Nazionale dei Lincei = Accademia dei Lincei) http://www.lincei.it
- Національна італійська академія наук або Академія сорока (L'Accademia Nazionale delle Scienze detta dei XL = The National Academy of Sciences XL) http://www.accademiaxl.it

ЛАТВІЯ
- Академія наук Латвії (Academia scientiarum Latviensis) http://www.lza.lv

ЛИТВА
- Литовська академія наук (Lietuvos mokslų akademija) http://www.lma.lt

МАКЕДОНІЯ
- Македонська академія наук і мистецтв (Македонска академија на науките и уметностите — МАНУ) http://www.manu.edu.mk

МОЛДОВА
- Академія наук Молдови (Academia de Stiinte a Moldovei = Academy of Sciences of Moldova) https://web.archive.org/web/20051225151848/http://www.acad.md/

НІДЕРЛАНДИ
- Королівське голландське наукове товариство (Koninklijke Hollandsce Maatschappij der Wetenschappen) https://web.archive.org/web/20080110190834/http://www.hollmij.nl/
- Нідерландська академія технологій і інновацій (Netherlands Academy of Technology and Innovation- AcTI-nl.) http://www.acti-nl.org
- Нідерландська Королівська академія наук і мистецтв (Koninklijke Nederlandse Akademie van wetenschappen — KNAW) http://www.knaw.nl

НІМЕЧЧИНА
- Академія наук і мистецтв землі Північний Рейн-Вестфалія (Nordrhein-Westfälische Akademie der Wissenschaften und der Künste — AKDW) https://web.archive.org/web/20101124202320/http://www.akdw.nrw.de/
- Академія наук і літератури в Майнці (Akademie der Wissenschaften und der Literatur, Mainz) http://www.adwmainz.de
- Академія наук у Геттінгені (Akademie der Wissenschaften zu Göttingen) https://web.archive.org/web/20120420013223/http://adw-goe.de/
- Баварська академія наук (Bayerische Akademie der Wissenschaften) http://www.badw.de
- Берлін-Бранденбурзька академія наук (Berlin-Brandenburgische Akademie der Wissenschaften) http://www.bbaw.de
- Гейдельберзька академія наук (Heidelberger Akademie der Wissenschaften — HAW) http://www.haw.baden-wuerttemberg.de
- Німецька академія технічних наук (Deutsche Akademie der Technikwissenschaften — ACATECH) http://www.acatech.de
- Німецька національна академія наук (Deutschlands Nationale Akademie der Wissenschaften LeopoldinaLeopoldinaLeopoldina (Leopoldina) http://www.leopoldina-halle.de
- Саксонська академія наук у Лейпцизі (Sächsische Akademie der Wissenschaften zu Leipzig) http://www.saw-leipzig.de
- Союз академій наук Німеччини (Union der deutschen Akademien der Wissenschaften e.V.) https://web.archive.org/web/20140628203903/http://www.akademieunion.de/

НОРВЕГІЯ
- Королівське норвезьке наукове товариство науки та словесності (Det Kongelige Norske Videnskabers Selskab) http://www.dknvs.no
- Норвезька академія наук та словесності (Det Norske Videnskaps-Akademi) http://www.dnva.no
- Норвезька академія технічних наук (Norges Tekniske Vitenskapsakademi) http://www.ntva.no

ПОЛЬЩА
- Польська академія наук (Polska Akademia Nauk) http://www.pan.pl
- Польська академія наук і мистецтв (Polska akademia umiejętności — PAU) http://www.pau.krakow.pl

ПОРТУГАЛІЯ
- Лісабонська академія наук
- Португальська академія історії (Academia Portuguesa da História) -

РОСІЯ
- Російська академія архітектури і будівництва (Российская академия архитектуры и строительных наук — РААСН) http://www.raasn.ru
- Російська академія медичних наук (Российская академия медицинских наук — РАМН) http://www.mcramn.ru
- Російська академія мистецтв (Российская академия художеств — РАХ) http://www.rah.ru
- Російська академія наук (Российская академия наук — РАН) http://www.ras.ru
- Російська академія освіти (Российская академия образования — РАО) https://web.archive.org/web/20090122175153/http://raop.ru/
- Російська сільськогосподарська академія (Российская академия сельскохозяйственных наук) http://www.agroacadem.ru

РУМУНІЯ
- Румунська академія наук (Academia Româna) http://www.acad.ro

СЕРБІЯ
- Академія наук і мистецтв Косово (Akademia e shkencave dhe e arteve e Kosovës — ASHAK) http://www.ashak.org
- Воєводинська академія наук і мистецтв (Војвођанска академија наука и уметности = Vojvođanska akademija nauka i umetnosti — VANU) http://www.vanu.org.rs
- Сербська академія наук і мистецтв (Српска академија наука и уметности — САНУ = Srpska akademija nauka i umetnosti — SANU) http://www.sanu.ac.rs

СЛОВАЧЧИНА
- Словацька академія наук (Slovenská akadémia vied — SAV) http://www.sav.sk

СЛОВЕНІЯ
- Словенська академія наук і мистецтв (Slovenska akademija znanosti in umetnosti — SAZU) http://www.sazu.si

ТУРЕЧЧИНА
- Академія наук Туреччини (Türkiye Bilimler Akademisi — TÜBA) http://www.tuba.gov.tr

УГОРЩИНА
- Академія літератури та мистецтва ім. Сечені (Széchenyi Academy of Literature and Arts) http://www.stvif.fi/stv/index%5Bнедоступне+посилання+з+липня+2019%5D
- Угорська академія наук (Magyar Tudományos Akadémia) https://web.archive.org/web/20060515080528/http://www.mta.hu/
- Угорська академія технічних наук (Magyar Mérnökakadémia) http://www.mernokakademia.hu

УКРАЇНА
- Українська академія аграрних наук (УААН) https://web.archive.org/web/20110901221721/http://www.uaan.gov.ua/
- Академія медичних наук України (АМН України) http://www.amnu.kiev.ua
- Академія правових наук України (АПНУ) http://www.aprnu.kharkiv.org
- Національна академія наук України (НАН України) http://www.nas.gov.ua
- Академія мистецтв України (АМУ) (Національна академія образотворчого мистецтва і архітектури — НАОМА.) http://www.naoma.edu.ua
- Академія педагогічних наук України (АПН) http://www.apsu.org.ua

ФІНЛЯНДІЯ
- Академія Фінляндії (Suomen Akatemia) http://www.aka.fi
- Делегація фінських академій наук (Suomen tiedeakatemiain valtuuskunta) https://web.archive.org/web/20160313105207/http://www.protsv.fi/delegation/
- Фінська академія науки та словесності (Suomalainen Tiedeakatemia) http://www.acadsci.fi
- Фінська академія технічних наук (Teknillisten tieteiden akatemia) http://www.ttatv.fi
- Фінське товариство науки та словесності (Societas Scientiarum Fennica) http://www.scientiarum.fi
- Шведська академія технічних наук Фінляндії (Svenska tekniska veteskapsakademien i Finland) http://www.stvif.fi/stv/index%5Bнедоступне+посилання+з+липня+2019%5D

ФРАНЦІЯ
- Академія закордонних наук (Académie des Sciences d'Outre-Mer) https://web.archive.org/web/20130518195005/http://academiedoutremer.fr/
- Академія моральних і політичних наук (Académie des sciences morales et politiques) https://web.archive.org/web/20130114083804/http://www.asmp.fr/sommaire.htm
- Академія написів і художньої літератури (Académie des Inscriptions et Belles-Lettres) http://www.aibl.fr
- Академія наук (Académie des sciences) http://www.academie-sciences.fr
- Академія образотворчих мистецтв (Académie des Beaux-Arts) https://web.archive.org/web/20190526092534/http://www.academie-des-beaux-arts.fr/
- Академія сільського господарства Франції (l'Académie d'Agriculture de France) http://www.academie-agriculture.fr
- Інститут Франції (L'Institut de France) http://www.institut-de-france.fr
- Національна академія технологій (Académie des technologies) http://www.academie-technologies.fr
- Національна академія хірургії (Académie Nationale de Chirurgie) https://web.archive.org/web/20110806014249/http://www.bium.univ-paris5.fr/acad-chirurgie/debut.htm
- Національна медична академія (Académie nationale de Médecine) http://www.academie-medecine.fr
- Французька академія (l'Académie française) http://www.academie-francaise.fr
- Французька національна академія фармації (Académie nationale de Pharmacie) http://www.acadpharm.org

ХОРВАТІЯ
- Академія медичних наук Хорватії (Akademija medicinskih znanosti Hrvatske — AMZH) http://www.amzh.hr
- Хорватська академія інженерних наук (Akademija tehničkih znanosti Hrvatske — HATZ = Academia Scientiarum Nechnical Croatia = Croation Academy of Engineering) http://www.hatz.hr
- Хорватська академія наук і мистецтв (Hravatska akademija znanosti i umesnosti — HAZU) https://web.archive.org/web/20161123072957/http://info.hazu.hr/

ЧЕХІЯ
- Академія наук Чеської Республіки (Akademie věd České republiky — AV ČR) http://www.avcr.cz

ЧОРНОГОРІЯ
- Чорногорська академія наук і мистецтв (Црногорска академија наука и умјетности = Crnogorska Akademija Nauka i Umjetnosti — CANU) https://web.archive.org/web/20090227093350/http://www.canu.cg.yu/

ШВЕЙЦАРІЯ
- Академія природничих наук Швейцарії (Die Akademie der Naturwissenschaften Schweiz — SCNAT = Swiss Academy of Sciences = Académie suisse des sciences naturelles, Accademia di scienze naturali) http://www.scnat.ch
- Швейцарська академія гуманітарних та соціальних наук (Schweizerischen Akademie der Geistes- und Sozialwissenschaften — SAGW — SAGW) http://www.sagw.ch
- Швейцарська академія медичних наук (Schweizerische Akademie der Medizinischen Wissenschaften — SAMW = Académie Suisse des Sciences Médicales — ASSM = Accademia Svizzera delle Sciense Medicine — ASSM = Swiss Akademy of Sciences — SAMS) http://www.samw.ch
- Швейцарська академія технічних наук (Schweizarische Akademie der Tewchnischen Wissenschaften — SATW = Accademia svizzera delle scienze tecniche = Academie suisse sciences techniques = Swiss Academy of Engineering Sciences) http://www.satw.ch

ШВЕЦІЯ
- Шведська королівська академія історії літератури і старожитностей (Kungl. Vitterhets, Historie och Antikvitets Akademien or Vitterhetsakademien) http://www.vitterhetsakad.se
- Шведська королівська академія військових наук (Kungl Krigsvetenskapsakademien — KKrVA) http://www.kkrva.se
- Шведська королівська академія інженерних наук (Kungliga Ingenjörs vetenskeps akademien) http://www.iva.se
- Шведська королівська академія наук (Kungliga svenska vatenskapsakademien) http://www.kva.se
- Шведська королівська академія сільського господарства та лісівництва (Kungl. Skogs-och LantbruksakademiensKSLAKSLAKSLAKSLAKSLA (KSLA — KSLAKSLA) http://www.ksla.se
- Шведське королівське товариство військово-морських наук (Kungl. Örlogsmannasällskapet) https://web.archive.org/web/20120404040634/http://www.koms.se/index.php
- Шведська академія (Svenska Academien) http://www.svenskaakademien.se